# Rio Moxotó
Rio Moxotó är ett periodiskt vattendrag i Brasilien. Det ligger i den östra delen av landet, 1 300 km nordost om huvudstaden Brasília.
Omgivningarna runt Rio Moxotó är huvudsakligen savann. Runt Rio Moxotó är det ganska glesbefolkat, med 42 invånare per kvadratkilometer.